# Красные Орлы (Чарышский район)
Красные Орлы — село в Чарышском районе Алтайского края. До 4 марта 2022 года входило в состав сельского поселения Маякский сельсовет.

## История
Основано в 1776 г первоначально как казачий форпост Сосновский, позже казачий посёлок Сосновский. В 1919 году в память о поставнческом полке вовевашем в годы гражданской войны посёлок переименован в село Красные Орлы. В 1928 году состояло из 165 хозяйств, основное население — русские. В административном отношении являлось центром Красноорловского сельсовета Бащелакского района Бийского округа Сибирского края.

## Население
| 1926 | 1997 | 1998 | 1999 | 2000 | 2001 |
| ---- | ---- | ---- | ---- | ---- | ---- |
| 816  | ↘263 | →263 | ↘262 | ↘259 | ↗265 |
| 2002 | 2003 | 2004 | 2005 | 2006 | 2007 |
| ↘256 | ↘244 | ↘228 | ↘193 | ↘177 | ↘174 |
| 2008 | 2009 | 2010 | 2011 | 2012 | 2013 |
| ↗188 | ↘184 | ↘155 | ↘153 | ↘147 | ↘138 |

Национальный состав
Согласно результатам переписи 2002 года, в национальной структуре населения русские составляли 99 %.